# Wuilian Monterola
Wuilian Alfonso Monterola Abregú (Arma, 20 de octubre de 1965) es un abogado y político peruano. Fue congresista de la República en 2 oportunidades.

## Biografía
Nació en el distrito de Arma en la provincia de Castrovirreyna, Huancavelica, el 20 de octubre de 1965.
Cursó sus estudios primarios y secundarios en la ciudad de Chincha. En el año 2003, inició sus estudios de derecho en la Universidad Inca Garcilaso de la Vega graduándose de abogado el año 2011.
Entre los años 2013 y 2014 cursó una maestría en Derecho Constitucional y Procesal en la misma universidad.

## Carrera en la política
Su carrera política la inició como candidato al Congreso de la República en las elecciones del 2006 por Alianza por el Futuro, sin embargo, no resultó elegido.
En el año 2009, fundó el Movimiento Regional "Unidos por Huancavelica" y postuló al Gobierno Regional de Huancavelica en las elecciones regionales del 2010 sin lograr tener éxito.
Renunció en el 2010 al movimiento para luego integrarse al partido Perú Posible con miras a las elecciones generales del 2011.

### Congresista (2011-2019)
Tras participar como candidato en dichas elecciones, Monterola fue elegido congresista en representación de Huancavelica con 24,706 para el periodo 2011-2016.
Renunció a este partido el año 2013 para luego formar parte del partido Fuerza Popular liderado por Keiko Fujimori y postuló a la reelección en las elecciones del 2016 logrando con 16,737 votos.
Aquí ejerció como presidente de la Comisión de Transportes y Comunicaciones. El 30 de septiembre del 2019, mientras ejercía sus labores en el parlamento, su cargo fue finalizado cuando el entonces presidente Martín Vizcarra dispuso la disolución del Congreso de la República.
Actualmente Wuilian Monterola está afiliado al partido Renovación Popular de Rafael López Aliaga.